# Barbra Streisand
Barbra Streisand (IPA /ˈstraɪsænd/), rođena Barbara Joan Streisand, Brooklyn, New York, Sjedinjene Države, 24. travnja 1942.) je američka pjevačica, glumica, redateljica i tekstopisac. Dobitnica je dva Oscara, osam
Grammyja, četiri Emmyja, posebne nagrade Tony, nagrade Američkog filmskog instituta, i nagrade Peabody.
Jedna je od komercijalno i kritički najuspješnijih umjetnica iz svijeta show bussinesa, sa 100 milijuna albuma prodanih u Sjedinjenim Američkim Državama i 240 milijuna albuma širom svijeta. Komercijalno je najuspješnija izvođačica na popisu najkomercijalnijih umjetnika Američkog udruženja glazbene industrije (Recording Industry Association of America, RIAA), kao jedina izvođačica među prvih deset i jedina umjetnica izvan rock and roll žanra. Zajedno s Frankom Sinatrom, Cher, i Shirley Jones jedina je dobitnica Oscara čiji je singl bio na prvome mjestu američke top-liste Billboard Hot 100.
Po podatcima RIAA, Barbra Streisand među pjevačicama drži rekord s najviše albuma među prvih deset na top-listama: od 1963. ukupno 31. Njenu karijeru također karakterizira i među svim glazbenicama najveći vremenski raspon (46 godina) između prvog i posljednjeg albuma među prvih deset na top listama. S albumom Love Is the Answer iz 2009. postala je jedina glazbena umjetnica s albumom na prvome mjestu u pet uzastopnih desetljeća. Objavila je 51 zlatni, 30 platinastih, i 13 multiplatinastih albuma u Sjedinjenim Državama.

## Mladost
Rođena je u židovskoj obitelji, kao kći Emmanuela i Diane (rođene Rosen) Streisand, 24. travnja 1942., u Brooklynu, New York. Bila je drugo od troje djece. Petnaest mjeseci kasnije, Emmanuel je umro od moždanog udara i obitelj je skoro zapala u siromaštvo. Pohađala je Erasmus Hall High School u Brooklynu gdje se pridružila zboru Freshman Chorus and Choral Club. Diana Rosen Streisand se preudala i kasnije rodila kćer koja će postati profesionalna pjevačica Roslyn Kind.
Kao tinejdžerica, postala je pjevačica u noćnim klubovima. Htjela je biti glumica te je nastupila u ljetnjem kazalištu (summer stock) i nekoliko Off-Off-Broadway produkcija, uključujući Driftwood (1959.), s tada nepoznatom Joan Rivers (U svojoj autobiografiji, Rivers je napisala da je igrala lezbijku zaljubljenu i lik Barbre Streisand, ali to je kasnije opovrgnuo autor drame.). Driftwood je bio na programu samo šest tjedana. Kada joj je njen dečko, Barry Dennen, pomogao krerirati klupski nastup, prvi puta izvedenom 1960. u The Lion-u, popularnom gay noćnom klubu u Greenwich Villageu, postigla je uspjeh kao pjevačica. Dok je nekoliko tjedana nastupala u klubu The Lion, svoje je ime promijenila u Barbra. Jedan od prvih nastupa izvan New Yorka bio je u noćnom klubu hungry i Enrica Banduccija u San Franciscu. 1961., pjevala je u noćnom klubu Town and Country u Winnipegu, Manitoba, Kanada, ali nastup je bio prekinut jer se vlasniku kluba nije svidio njen stil pjevanja.
Njen prvi televizijski nastup bio je 1961. na The Tonight Show, kojeg je tada vodio Jack Paar, pjevajući A Sleepin' Bee Harolda Allena. Orson Bean, te večeri na zamjeni umjesto Paara, vidio je njenu izvedbu u gay baru i angažirao ju za tv nastup (njen stariji brat Sheldon platio je NBC-u za kinescope film te ga je 1961. mogla koristiti za svoju promociju. Desetljećima kasnije, film je sačuvan digitalizacijom i može se vidjeti na websajtu.) Krajem 1961., bila je skoro redovna gošća u zabavnoj seriji PM East/PM West koju je vodio Mike Wallace. Westinghouse Broadcasting, koji je PM East/PM West emitirao u nekoliko odabranih gradova (Boston, New York, Baltimore, Washington, DC, Pittsburgh, Cleveland, Chicago i San Francisco), obrisao je sve videozapise radi tadašnje vrijednosti videovrpce. Audio segmenti nekih epizoda dio su CD kompilacije Just for the Record (platinasta 1991.). Pjevačica je 1991. na 60 Minutes izjavila da je trideset godina ranije u PM East/PM West  Mike Wallace bio prema njoj "zao". On je uzvratio da je ona bila "zaljubljena u sebe." 60 Minutes je ukjučivao i zvučnu snimku u kojoj mu 1961. Streisand kaže: "Sviđa mi se što provociraš. Ali, ne provociraj mene".
Godine 1962., nakon nekoliko nastupa u PM East/PM West, prvi se puta pojavila na Broadwayu, u maloj ali istaknutoj ulozi Miss Marmelstein u mjuziklu I Can Get It for You Wholesale.
Njen prvi album, The Barbra Streisand Album, osvojio je 1963. dva Grammyja. Nakon uspjeha u I Can Get It for You Wholesale, nekoliko je puta 1962. gostovala u The Tonight Show. Otprilike u to doba ušla je u dugi i uspješni profesionalni odnos s Lee Soltersom i Sheldonom Roskinom kao svojim medijskim agentima s tvrtkom Solters/Roskin (kasnije Solters/Roskin/Friedman).
Godine 1964. vratila se na Broadway s hvaljenom izvedbom zabavljačice Fanny Brice u mjuziklu Smiješna djevojka u Winter Garden Theatre. Predstava je uvela dvije njene istaknute pjesme, "People" i "Don't Rain on My Parade". Radi velikog uspjeha komada pojavila se na naslovnici magazina Time. 1966., ponovila je uspjeh sa Smješnom djevojkom u Londonskom
West Endu u Prince of Wales Theatre. Od 1965. do 1967. nastupila je svoje prve četiri samostalne posebne tv emisije.

## Glazbena karijera
Do sada, objavila je 35 studijska albuma, skoro sve za Columbia Records. Njeni rani radovi 1960-ih, (debitantski The Barbra Streisand Album, The Second Barbra Streisand Album, The Third Album, My Name Is Barbra, itd.) smatraju se klasičnim izvedbama kazališnih i kabaretnih standarda, uključujući i polaganu verziju inače brže Happy Days Are Here Again. Pjevala ju je u duetu na The Judy Garland Show. Judy Garland joj se u emisiji obratila kao jednoj od posljednjih velikih 
"belter“ pjevačica. Zajedno s Ethel Merman pjevale su i There's No Business Like Show Business.
Počevši s My Name Is Barbra, njeni rani albumi bili su često izbori pjesama iz njenih tv emisija. Od 1969., započela je iskušavati više suvremenog materijala, ali kao i mnogi tadašnji talentirani pjevači, nije se snašla u rock glazbi. Njen vokalni talent je prevladao, te je 1971. postigla novi uspjeh albumom pop glazbe i balada Stoney End u produkciji Richarda Perryja. Naslovna pjesma, koju je napisala Laura Nyro, bila je veliki hit.
Tijekom 1970-ih, bila je također vrlo istaknuta na pop-ljestvicama, sa skladbama među prvih 10 kao The Way We Were (US No. 1), Evergreen (US No. 1), No More Tears (Enough Is Enough) (1979., s Donnom Summer) koji je 2010. još uvijek navodno najviše komercijalno uspješan duet, (US No. 1), You Don't Bring Me Flowers (s Neilom Diamondom) (US No. 1) i The Main Event (US No. 3), od kojih su neke sa soundtrackova iz njenih filmova.
Krajem 1970-ih, Barbra Streisand je imenovana najuspješnijom pjevačicom u SAD-u, samo su Elvis Presley i Beatlesi prodali više ploča. 1980., objavila je svoj do sada najuspješniji album, Guilty, u produkciji Barryja Gibba. Album sadrži hitove Woman In Love (koji je ujesen 1980. proveo nekoliko tjedana na prvom mjestu top lista), Guilty i What Kind of Fool.
Nakon što je godinama uglavnom ignorirala Broadway i tradicionalnu pop-glazbu u korist suvremenijih materijala, 1985. se vratila svojim glazbeno-kazališnim korijenima s neočekivano uspješnim The Broadway Album, koji je proveo tri tjedna na prestižnom prvom mjestu Billboarda, potvrđenim i s četiri platinaste ploče. Album je donio melodije Rodgersa i Hammersteina, Georgea Gershwina, Jeromea Kerna i Stephena Sondheima, koji je bio nagovoren da posebno za to snimanje preradi neke od svojih pjesama. Hvaljeni The Broadway Album bio je nominiran za album godine i Barbri Streisand donio osmi Grammy za najbolji ženski vokal. Nakon objavljivanja live albuma One Voice 1986., ponovo se 1988. posvetila broadwayskoj glazbi. Pod ravnanjem Ruperta Holmesa snimila je nekoliko komada uključujući On My Own (iz Les Misérables), potpuri od How Are Things in Glocca Morra? i Heather on the Hill (iz Finian's Rainbow i Brigadoon), All I Ask of You (iz Fantom iz opere), Warm All Over (iz The Most Happy Fella) i neobičnu solo verzija Make Our Garden Grow (iz Candide). Streisand nije bila zadovoljna ravnanjem projekta te je na kraju bio otkazan. Samo su Warm All Over i prerađena verzija prilagođena radiju All I Ask of You bile objavljene na albumu Till I Loved You.
Početkom 1990-ih, započela se koncentrirati na svoj redateljski rad i skoro u potpunosti zapostavila glazbenu karijeru. 1991. objavljen je box set s četiri diska Just for the Record, kompilacija koja je pokrivala cijelu dotadašnju karijeru, s više od 70 skladbi snimljenih uživo, najveće hitove, rijetkosti i prethodno neobjavljene materijale.
Sljedeće godine, njeni koncerti za prikupljanje sredstava pomogli su dovesti u središte pozornosti budućeg predsjednika Billa Clintona i kasnije njegovu pobjedu na izborima, te je 1993. nastupila i na Clintonovoj inauguraciji. Međutim, njena glazbena karijera bila je uglavnom na čekanju. 1992., nastup na APLA predstavi u dobrotvorne svrhe, kao i spomenuti inauguracijski nastup, dali su naslutiti da je Streisand sve više osjetljiva u vezi nastupa uživo. Bila je predložena turneja, ali nije se odmah obvezala na to radi svoje poznate treme od javnih nastupa i sigurnosnih razloga. U to doba, konačno se vratila u studio za snimanje i lipnja 1993. objavila Back to Broadway. Album nije bio univerzalno hvaljen kao prethodni, ali je debitirao na 1. mjestu na pop-listama (rijedak podvig za umjetnicu njene dobi, posebno s obzirom na to da je album Janet Janet Jackson bio na 2. mjestu). Jedan od vrhunaca albuma, bio je potpuri I Have A Love / One Hand, One Heart u duetu s čuvenim Johnnyjem Mathisom, za kojeg je Streisand rekla da je jedan od njenih omiljenih pjevača.
Godine 1993., glazbeni kritičar New York Timesa Stephen Holden napisao je da Barbra Streisand "uživa kulturni status kakvog je samo još jedan američki zabavljač, Frank Sinatra, postigao u posljednjih pola stoljeća."
Rujna 1993., najavila je svoj prvi javni koncertni nastup u 27 godina. Događaj je započeo kao dvovečernji novogodišnji nastup u MGM Grand Hotelu u Las Vegasu, ali potom se razvio u turneju kroz više gradova u ljeto 1994. Ulaznice su bile rasprodane u manje od sat vremena. Također, pojavila se i na naslovnicama velikih magazina u iščekivanju, prema magazinu Time, "glazbenog događaja stoljeća". Turneja je bila je jedan od najvećih komercijalnih medijskih uspjeha svih vremena. Cijene ulaznica kretale su se od 50 do 1500 USD, što je Barbru Streisand učinilo najviše plaćenim koncertnim izvođačem u povijesti. Barbra Streisand: The Concert bio je komercijalni uspjeh godine, dobitnik pet Emmyja i nagrade Peabody, te je snimka na HBO-u, do danas, najviše ocijenjena posebna koncertna emisija u 30 godina povijesti HBO-a.
Nakon dovršenja turneje, Streisand se ponovo rjeđe bavila glazbom i koncentrirala na glumu i režiju, kao i na romansu s glumcem Jamesom Brolinom. 1997., vratila se u studio za snimanje i objavila album Higher Ground, zbirku pjesama opuštenog inspirational stila koja također sadrži i duet s Céline Dion. Album je dobio uglavnom povoljne recenzije, i
znakovito, još jednom debitirao na 1. mjestu na pop listama.
Nakon udaje za Brolina 1998., iduće je godine snimila album ljubavnih pjesama naslovljen A Love Like Ours. Kritike su bile podijeljene, s mnogim kritičarima koji su zamjerili donekle pekmezastim osjećajima i pretjerano bujnim aranžmanima, međutim, izbacio je umjereni hit country prizvuka If You Ever Leave Me, duet s Vinceom Gillom.
Na staru godinu 1999., vratila se na koncertnu pozornicu, izvevši komercijalno najuspješniji pojedinačni koncert u dotadašnjoj povijesti Las Vegasa. Na kraju milenija, bila je vodeća pjevačica u Sjedinjenim Državama, s najmanje dva albuma na prvom mjestu svakog desetljeća od početka karijere. Dvostruki live album koncerta naslovljen Timeless: Live in Concert objavljen je 2000. Verzije "Timeless" koncerta izvela je u Sydneyju i Melbourneu u Australiji početkom 2000.
Prije četiri koncerta (po dva u Los Angelesu i New Yorku) rujna 2000., najavila je svoje povlačenje iz javnih plaćenih koncerata. Njena izvedba pjesme People bila je preko America Online prenošena na internetu.
Njeni najnoviji albumi su Christmas Memories (2001.), pomalo mračna zbirka božićnih pjesama (koja se u potpunosti - ali i nenamjerno - uklopila u raspoloženje nakon napada 11. rujna), i The Movie Album (2003.), koji sadrži poznate filmske pjesme izvedene uz veliki simfonijski orkestar. Guilty Pleasures (nazvan Guilty Too u Velikoj Britaniji), suradnja s Barryjem Gibbom i nastavak njihovog prethodnog albuma Guilty, pušten je u prodaju širom svijeta 2005.
Veljače 2006., zajedno Tonyjem Bennettom u svom domu u Malibuu, snimila je pjesmu Smile, uvrštenu također i na Bennetov album izdan povodom njegovog 80. rođendana Duets. Rujna 2006., par je snimio pjesmu u nastupu uživo za posebnu emisiju Tony Bennett: An American Classic, pod režijom Roba Marshalla. Emitirana je na NBC-u 21. studenoga 2006., i istoga dana objavljena na DVD-u. Njihov je duet prva je točka emisije.
Godine 2006., objavila je svoju namjeru da se vrati turnejama, u nastojanju da prikupi sredstva i podigne svijest u vezi više pitanja. Nakon četiri dana proba u Sovereign Bank Areni u Trentonu, New Jersey, turneja je započela 4. listopada u Wachovia Centeru u Philadelphiji, nastavila se u Fort Lauderdaleu na Floridi (koncert koji je odabrala za snimanje za tv emisiju), i završila u Staples Centeru u Los Angelesu 20. studenoga 2006. Posebni gosti Il Divo nastupali su kroz šou. Završne večeri, Streisand je s pozornice dala naslutiti da se još šest koncerata može održati u inozemstvu. Šou je bio poznat kao Streisand: The Tour.
20-koncertna turneja postavila je rekorde na blagajnama. U dobi od 64 godine, daleko više od najboljih godina većine izvođača, zaradila je 92 457 062 USD, i postavila dvoranske rekorde na 14 od 16 koncerata. Postigla je i treće mjesto po zaradi za Madison Square Garden koncertom 9. listopada 2006., gdje su prva dva naijisplativija nastupa njeni koncerti iz rujna 2000. Nastup u MGM Grand Garden Areni bio je drugi koncert po zaradi u toj dvorani, dok je prvi također njen koncert 31. prosinca 1999., također i prvi koncert po zaradi svih vremena. To je mnoge potaklo da ju otvoreno kritiziraju za napuhavanje cijena, jer su mnoge ulaznice bile skuplje od 1000 dolara.
Kolekcija izvedbi odabranih s raznih koncerata te turneje, Live in Concert 2006, debitirala je na 7. mjestu Billboarda 200, što je bio njen 29. album među prvih 10. Ljeta 2007., prvi je puta održala koncerte u kontinentalnoj Europi. Prvi je održan u Zürichu (18. lipnja), potom u Beču (22. lipnja), 
Parizu (26. lipnja), Berlinu (30. lipnja), Manchesteru (10 srpnja), i Celbridgeu kraj
Dublina (14. lipnja), praćeni trima koncertima u Londonu (lipanj 18., 22. i 25.), jedinom europskom gradu u kojem je nastupila prije 2007. Londonske su ulaznice koštale od 100 do 1500 funti, a u Irskoj između 118 i 500 eura. Turneja je uključivala i 58- člani orkestar.
Veljače 2008., Forbes je Barbru Streisand za period lipanj 2006. - lipanj 2007., rangirao kao drugu komercijalno najuspješniju žensku glazbenicu, s oko 60 milijuna USD zarade. Iako se s vremenom njen raspon mijenjao i glas tijekom godina postao dublji, njene vokalne sposobnosti ostale su izuzetno stabilne za pjevačicu čija karijera traje već gotovo pola stoljeća. Streisand je alt ili možda mezzosopran, čiji se raspon sastoji od preko dvije oktave, od "niskog E do visokog G i možda dalje u oba smjera."
17. studenoga 2008., vratila se u tonski studio i započela snimanje svog budućeg 63. albuma te je najavljeno da je Diana Krall producentica albuma.
25. travnja 2009., CBS je emitirao njenu najnoviju posebnu tv emisiju, Streisand: Live In Concert, istaknuvši spomenuti koncert u Fort Lauderdaleu na Floridi tijekom sjevernoameričke turneje 2006.
Streisand je jedna od dobitnica priznanja Centra Kennedy 2008. (Kennedy Center Honors). Kao dio ceremonija, 7. prosinca 2008. posjetila je Bijelu kuću.
26. rujna 2009. održala je jednovečernji šou u jazz klubu Village Vanguard u njujorškom Greenwich Villageu.
29. rujna 2009., Columbia Records je izdala njen najnoviji album nazvan Love is the Answer, u produciji Diane Krall. 2. listopada 2009., promovirajući album, nakon intervjua u emisiji Friday Night With Jonathan Ross, ostvarila je svoj britanski televizijski debi. Album je postigao veliki uspjeh, debitirao je ravno na prvom mjestu Billboarda 200 i zabilježio njene najveće tjedne prodaje od 1997. Radi toga, Streisand je jedina umjetnica s albumima na prvom mjestu u pet različitih desetljeća.
1. veljače 2010., zajedno s više od 80 umjetnika snimila je novu verziju dobrotvornog singla iz 1985. "We Are the World". Quincy Jones i Lionel Richie namjeravali su novu verziju objaviti na 25. objetnicu originalne snimke. Plan se međutim promijenio s obzirom na razorni potres koji je pogodio Haiti 12. siječnja 2010., te je pjesma, pod nazivom "We Are The World 25 za Haiti", debitirala kao dobrotvorni singl za podršku pomoći pogođenoj otočnoj državi.
Streisand je jedna od mnogih pjevačica koje tijekom svojih nastupa uživo koriste teleprompter, te je branila svoj izbor da ga koristi za prikaz tekstova pjesama i ponekad govornog
teksta.

## Filmska karijera
Njen prvi film bio je repriza broadwayskog hita, Funny Girl, umjetnički i komercijalni uspjeh kojeg je režirao hollywoodski veteran William Wyler, uloga za koju je nagrađena Oscarom za najbolju glavnu glumicu za 1968., zajedno s Katharine Hepburn za ulogu u filmu Zima jednog lava, prvi (i jedini) put da je toj kategoriji Oscara nagrada podijeljena. Sljedeća dva filma bila su također bazirana na mjuziklima, Hello, Dolly! Jerryja Hermana, u režiji Gene Kellyja (1969.) i On a Clear Day You Can See Forever Alana Jaya Lernera i Burtona Lanea, u režiji Vincenta Minnellija (1970.), dok je četvrti film rađen prema broadwayskom komadu The Owl and the Pussycat (1970.).
Tijekom 1970-ih, glumila je u nekoliko screwball komedija, uključujući Zašto te tata pušta samu? (1972.) i The Main Event (1979.), obje zajedno s 
Ryanom O'Nealom, i For Pete's Sake (1974.) s 
Michaelom Sarrazinom. Jedna od njezinih najpoznatijih uloga u tom razdoblju bila je u drami The Way We Were (1973.) zajedno s Robertom Redfordom, za koju je bila nominirana za Oscara za najbolju glumicu. Svoj drugi Oscar dobila je za najbolju originalnu pjesmu kao kompozitorica (zajedno s tekstopiscem Paulom Williamsom) za pjesmu "Evergreen" iz filma Zvijezda je rođena  1976., tada prvi puta da je ta nagrada bila dodijeljena ženi.
Zajedno s Paulom Newmanom, Sidneyjem Poitierom i kasnije Steveom McQueenom, 1969. je osnovala First Artists Production Company, kako bi glumci mogli osigurati svoja prava i sami razviti svoje filmske projekte. Njen prvi film za tu producentsku kuću bio je Up the Sandbox (1972.).
U razdoblju od 1969. do 1980., deset je puta bila na godišnjem popisu 10 najkomercijalnih filmskih glumaca, često kao jedina žena na listi. Nakon komercijalno razočaravajućeg All Night Long 1981., njen je filmski angažman znatno smanjen. Od tada je glumila u samo pet filmova.
Osnivanjem Barwood Films 1972., bila je producentica nekoliko vlastitih filmova. U filmu Yentl (1983.), bila je producentica, redateljica i glavna glumica, iskustvo ponovljeno u Gospodaru plime (1991.) i The Mirror Has Two Faces (1996.). Bilo je kontroverzi kada je Yentl dobio pet nominacija za Oscara, ali niti jednu za glavne kategorije najboljeg filma, redatelja ili glumice. Gospodar plime je nominiran i za više Oscara, uključujući i za najbolji film, ali redateljica nije bila među nominacijama. U filmu Yentl Streisand je bila i scenarist, što joj se uglavnom ne pripisuje. Prema uredniku stranice komentara u New York Timesu Andrewu Rosenthalu u intervjuu s Allanom Wolperom (story begins at minute 16), "stvar koja Barbru Streisand izluđuje je da joj nitko ne priznaje da je napisala [scenarij za] Yentl."
Godine 2004., nakon osmogodišnje stanke, vratila se glumi na filmu u komediji Upoznajte Fockerove (nastavku od  Upoznajte roditelje), zajedno s Dustinom Hoffmanom, Benom Stillerom, Blythe Danner i Robertom De Nirom.
Godine 2005., njen Barwood Films, Gary Smith Co. i Sonny Murray, otkupili su prava na knjigu Simona Mawera Mendel's Dwarf. Prosinca 2008., izjavila je da razmišlja o režiranju adaptacije drame Larryja Kramera The Normal Heart — projekt na kojem radi od sredine 1990-ih. Andrew Lloyd Webber je izjavio da je Barbra Streisand jedna od nekoliko glumica zainteresiranih za ulogu Norme Desmond u filmskoj adaptaciji Webberove mjuzikl verzije Bulevara sumraka (Meryl Streep i Glenn Close također su zainteresirane), premda je Paramount Pictures odgodio film.
Redatelj Rob Marshall Barbru Streisand je uzeo u obzir za ulogu Lilli La Fluer u filmskom mjuziklu Nine, ali uloga je na kraju otišla Judi Dench. Streisand će glumiti u 3. filmu triologije Upoznajte roditelje naslovljenom Little Fockers, gdje će zajedno s Dustinom Hoffmanom ponoviti ulogu Roz Focker. Film se počinje prikazivati 22. prosinca 2010.

## Politika
Barbra Streisand već dugo aktivno podržava Demokratsku stranku i mnoge njene ciljeve. Izjavila je: "Demokrati su uvijek bili stranka radnih ljudi i manjina. Uvijek sam se poistovjećivala s manjinama." Osobno je svojim javnim nastupima prikupila 15 milijuna dolara za razne organizacije. Njena filantropska organizacija The Streisand Foundation, osnovana 1986., doprinijela je donacijama od preko 16 milijuna dolara "nacionalnim organizacijama koje rade na očuvanju okoliša, obrazovanju birača, zaštiti građanskih sloboda i građanskih prava, ženskim pitanjima i nuklearnom razoružanju. 2006., donirala je milijun dolara fondaciji William Jefferson Clinton Foundation radi podrške inicijativi klimatskih promjena bivšeg predsjednika Billa Clintona.

## Nagrade
Godine 2000., dodijeljena joj je National Medal of Arts.

### Glazbene nagrade
Rad Barbre Streisand bio je nominiran za preko 57 Grammyja, od kojih je dobila 8, uključivši dvije posebne nagrade. Uvedena je tri puta u Grammy Hall of Fame.
| Godina | Nagrada                | Kategorija                                               | Rad                                               | Rezultat        |
| ------ | ---------------------- | -------------------------------------------------------- | ------------------------------------------------- | --------------- |
| 1963.  | Grammy                 | Album godine                                             | The Barbra Streisand Album                        | Dobitnica       |
| 1963.  | Grammy                 | Najbolja ženska vokalna izvedba                          | The Barbra Streisand Album                        | Dobitnica       |
| 1963.  | Grammy                 | Ploča godine                                             | "Happy Days Are Here Again"                       | Nominirana      |
| 1964.  | Grammy                 | Najbolja ženska vokalna izvedba                          | People                                            | Dobitnica       |
| 1964.  | Grammy                 | Album godine                                             | People                                            | Nominirana      |
| 1964.  | Grammy                 | Ploča godine                                             | People                                            | Nominirana      |
| 1965.  | Grammy                 | Najbolja ženska vokalna izvedba                          | My Name Is Barbra                                 | Dobitnica       |
| 1965.  | Grammy                 | Album godine                                             | My Name Is Barbra                                 | Nominirana      |
| 1966.  | Grammy                 | Najbolja ženska vokalna izvedba                          | Color Me Barbra                                   | Nominirana      |
| 1966.  | Grammy                 | Album godine                                             | Color Me Barbra                                   | Nominirana      |
| 1968.  | Grammy                 | Najbolja suvremena pop vokalna izvedba                   | Funny Girl Soundtrack                             | Nominirana      |
| 1970.  | AGVA Georgie Award     | Zabavljač godine                                         | —                                                 | Dobitnica       |
| 1972.  | Grammy Awards          | Najbolja pop ženska vokalna izvedba                      | "Sweet Inspiration / Where You Lead"              | Nominirana      |
| 1972.  | AGVA Georgie Award     | Pjevačka zvijezda godine                                 | —                                                 | Dobitnica       |
| 1975.  | People's Choice Awards | Omiljena pjevačica godine                                | —                                                 | Dobitnica       |
| 1976.  | Grammy                 | Najbolja klasična vokalna solistička izvedba             | Classical Barbra                                  | Nominirana      |
| 1977.  | Grammy                 | Najbolja pop ženska vokalna izvedba                      | "Evergreen" (iz Zvijezda je rođena)               | Dobitnica       |
| 1977.  | Grammy                 | Pjesma godine                                            | "Evergreen" (iz Zvijezda je rođena)               | Dobitnica       |
| 1977.  | Grammy                 | Ploča godine                                             | "Evergreen" (iz Zvijezda je rođena)               | Nominirana      |
| 1977.  | Grammy                 | Najbolja originalna glazba – Film ili posebna tv emisija | "Evergreen" (iz Zvijezda je rođena)               | Nominirana      |
| 1977.  | AGVA Georgie Award     | Pjevačka zvijezda godine                                 | —                                                 | Dobitnica       |
| 1978.  | Grammy                 | Najbolja pop ženska vokalna izvedba                      | "You Don't Bring Me Flowers" (s Neilom Diamondom) | Nominirana      |
| 1979.  | Grammy                 | Ploča godine                                             | "You Don't Bring Me Flowers" (s Neilom Diamondom) | Nominirana      |
| 1979.  | Grammy                 | Najbolja pop vokalna izvedba – duo, grupa, ili zbor      | "You Don't Bring Me Flowers" (s Neilom Diamondom) | Nominirana      |
| 1980.  | Grammy                 | Najbolja pop vokalna izvedba – duo, grupa, ili zbor      | Guilty (s Barryjem Gibbom)                        | Dobitnica       |
| 1980.  | Grammy                 | Album godine                                             | Guilty (s Barryjem Gibbom)                        | Nominirana      |
| 1980.  | Grammy                 | Ploča godine                                             | "Woman In Love"                                   | Nominirana      |
| 1980.  | Grammy                 | Najbolja pop ženska vokalna izvedba                      | "Woman In Love"                                   | Nominirana      |
| 1980.  | AGVA Georgie Awards    | Pjevačka zvijezda godine                                 | —                                                 | Nominirana      |
| 1985.  | People's Choice Awards | Omiljeni svestrani ženski zabavljač                      | —                                                 | Dobitnica       |
| 1986.  | Grammy                 | Najbolja pop ženska vokalna izvedba                      | The Broadway Album                                | Dobitnica       |
| 1986.  | Grammy                 | Album godine                                             | The Broadway Album                                | Nominirana      |
| 1986.  | Grammy                 | Najbolji prateći vokal instrumentalnog aranžmana         | "Being Alive"                                     | Nominirana      |
| 1987.  | Grammy                 | Najbolja pop ženska vokalna izvedba                      | One Voice                                         | Nominirana      |
| 1987.  | Grammy                 | Najbolja video glazbena izvedba                          | One Voice                                         | Nominirana      |
| 1988.  | People's Choice Awards | Omiljena svestrana glazbena izvođačica                   | —                                                 | Dobitnica       |
| 1991.  | Grammy                 | Najbolja tradicionalna pop vokalna izvedba               | "Warm All Over"                                   | Nominirana      |
| 1992.  | Grammy                 | Grammy Legend Award                                      | —                                                 | Posebna nagrada |
| 1993.  | Grammy                 | Najbolja tradicionalna pop vokalna izvedba               | Back to Broadway                                  | Nominirana      |
| 1994.  | Grammy                 | Grammy Lifetime Achievement Award                        | —                                                 | Posebna nagrada |
| 1994.  | Grammy                 | Najbolja tradicionalna pop vokalna izvedba               | Barbra: The Concert                               | Nominirana      |
| 1994.  | Grammy                 | Najbolja pop ženska vokalna izvedba                      | "Ordinary Miracles"                               | Nominirana      |
| 1997.  | Grammy                 | Najbolja pop vokalna suradnja                            | "Tell Him" (s Celine Dion)                        | Nominirana      |
| 1997.  | Grammy                 | Najbolja pop vokalna suradnja                            | "I Finally Found Someone" (s Bryanom Adamsom)     | Nominirana      |
| 2000.  | Grammy                 | Najbolji tradicionalni pop vokalni album                 | Timeless – Live In Concert                        | Nominirana      |
| 2002.  | Grammy                 | Najbolji tradicionalni pop vokalni album                 | Christmas Memories                                | Nominirana      |
| 2003.  | Grammy                 | Najbolji tradicionalni pop vokalni album                 | The Movie Album                                   | Nominirana      |
| 2004.  | Grammy                 | Grammy Hall of Fame                                      | Funny Girl (Barbra Streisand i Sydney Chaplin)    | Uvedeni         |
| 2006.  | Grammy                 | Grammy Hall of Fame                                      | The Barbra Streisand Album                        | Uvedeni         |
| 2007.  | Grammy                 | Najbolji tradicionalni pop vokalni album                 | Live in Concert 2006                              | Nominirana      |
| 2008.  | Grammy                 | Grammy Hall of Fame                                      | "The Way We Were"                                 | Uvedena         |
| 2011.  | Grammy                 | Najbolji tradicionalni pop vokalni album                 | Love Is the Answer                                | Nominirana      |

### Filmske nagrade
| Godina | Nagrada       | Kategorija                                | Rad                                                     | Rezultat        |
| ------ | ------------- | ----------------------------------------- | ------------------------------------------------------- | --------------- |
| 1969.  | Oscar         | Najbolja glumica                          | Funny Girl                                              | Dobitnica       |
| 1969.  | Zlatni globus | Najbolja glumica - komedija ili mjuzikl   | Funny Girl                                              | Dobitnica       |
| 1970.  | Zlatni globus | Najbolja glumica - komedija ili mjuzikl   | Hello, Dolly!                                           | Nominirana      |
| 1970.  | Zlatni globus | Henrietta World Film Favorite             | —                                                       | Posebna nagrada |
| 1971.  | Zlatni globus | Najbolja glumica - komedija ili mjuzikl   | The Owl and the Pussycat                                | Nominirana      |
| 1971.  | Zlatni globus | Henrietta World Film Favorite             | —                                                       | Posebna nagrada |
| 1974.  | Oscar         | Najbolja glumica                          | The Way We Were                                         | Nominirana      |
| 1974.  | Zlatni globus | Najbolja glumica - drama                  | The Way We Were                                         | Nominirana      |
| 1975.  | Zlatni globus | Henrietta World Film Favorite             | —                                                       | Posebna nagrada |
| 1976.  | Zlatni globus | Najbolja glumica - komedija ili mjuzikl   | Funny Lady                                              | Nominirana      |
| 1977.  | Oscar         | Najbolja originalna pjesma                | "Evergreen" (iz Zvijezda je rođena)                     | Dobitnica       |
| 1977.  | Zlatni globus | Najbolja glumica - komedija ili mjuzikl   | "Evergreen" (iz Zvijezda je rođena)                     | Dobitnica       |
| 1977.  | Zlatni globus | Najbolja originalna pjesma                | "Evergreen" (iz Zvijezda je rođena)                     | Dobitnica       |
| 1978.  | Zlatni globus | Henrietta World Film Favorite             | —                                                       | Posebna nagrada |
| 1984.  | Zlatni globus | Najbolja glumica - komedija ili mjuzikl   | Yentl                                                   | Nominirana      |
| 1984.  | Zlatni globus | Najbolja režija                           | Yentl                                                   | Dobitnica       |
| 1988.  | Zlatni globus | Najbolja glumica - drama                  | Nuts                                                    | Nominirana      |
| 1992.  | Oscar         | Najbolji film                             | Gospodar plime                                          | Nominirana      |
| 1992.  | Zlatni globus | Najbolja režija                           | Gospodar plime                                          | Nominirana      |
| 1997.  | Oscar         | Najbolja originalna pjesma                | "I Finally Found Someone" (iz The Mirror Has Two Faces) | Nominirana      |
| 1997.  | Zlatni globus | Najbolja glumica - komedija ili mjuzikl   | The Mirror Has Two Faces                                | Nominirana      |
| 1997.  | Zlatni globus | Najbolja originalna pjesma                | "I Finally Found Someone" (iz The Mirror Has Two Faces) | Nominirana      |
| 2000.  | Zlatni globus | Nagrada Cecil B. DeMille za životno djelo | —                                                       | Posebna nagrada |

## Osobni život
Barbra Streisand je bila dvaput u braku. Njen je prvi muž, od 1963. do 1971. bio je glumac Elliott Gould. Imali su jedno dijete, sina Jasona Goulda, koji je Gospodaru plime glumio njenog filmskog sina. Za drugog muža, glumca Jamesa Brolina udala se 1. srpnja 1998. Oba njena muža glumili su u političkom trileru zavjere iz 1970-ih Capricorn One.
Streisand ima isti rođendan kao Shirley MacLaine, te ga svake godine zajedno slave.
Rujna 2008., Parade magazine Barbru Streisand je uključio u svoj popis slavnih osoba koje su prema javnim evidencijama 2007. dale najveće donacije u dobrotvorne svrhe (Giving Back Fund's second annual Giving Back 30 survey).., te je imenovana trećom najdarežljvijom poznatom ličnošću. Giving Back Fund tvrdi da je Streisand kroz svoju fondaciju za razne svrhe donirala 11 milijuna dolara.
Na Julien’s Auctions listopada 2009., kao dugogodišnja kolekcionarka umjetnosti i namještaja, prodala je 526 predmeta sa svim prihodima namijenjenih fondaciji. Predmeti su uključivali kostim iz Funny Lady i stari ormar kojeg je kupila u dobi od 18 godina. Najvrijedniji premet ponuđen na prodaju bila je umjetnička slika Keesa van Dongena.

### Ime
Streisand je svoje ime promijenila iz Barbara u Barbra jer, rekla je, "Mrzila sam ime, ali nisam ga htjela mijenjati." Pobliže je objasnila, "Bila sam 18-godišnjakinja i htjela sam biti jedinstvena, ali nisam htjela mijenjati ime jer je to bilo previše lažno. Znate, ljudi su govorili da bi mogla biti Joanie Sands, ili nešto slično. [Moje srednje ime je Joan.] A ja sam rekla: 'Ne, da vidimo, ako izbacim "a", 'to je još uvijek' Barbara ', ali to je jedinstveno." Biografija iz 1967. s koncertnim programom kaže: "sricanje njenog imena primjer je djelomične pobune, bilo joj je savjetovano da promijeni prezime a ona je uzvratila promjenom imena."

### Sudska tužba
Streisand je tužila zračnog fotografa Kennetha Adelmana radi prikazivanja fotografija njenog doma u Malibuu na obali Kalifornije. Tužba je odbačena prema anti-SLAPP odredbama zakona Kalifornije. Mike Masnick sa sajta Techdirt.com skovao je 2005. izraz "Streisand effect" da bi opisao publicitet kojeg je proizvela naporima da onemogući objavljivanje fotografija.

## Nastupi

### Broadway
| Godina        | Naslov                         | Napomene                                                      |
| ------------- | ------------------------------ | ------------------------------------------------------------- |
| 1961. – 1963. | I Can Get It for You Wholesale | Nominirana—Tony Award za najbolju sporednu glumicu u mjuziklu |
| 1964. – 1965. | Funny Girl                     | Nominirana—Tony Award za najbolju glavnu glumicu u mjuziklu   |

### West End
| Godina | Naslov     | Napomene                                                                |
| ------ | ---------- | ----------------------------------------------------------------------- |
| 1966.  | Funny Girl | 13. travnja 1966. – 16. srpnja 1966. u Prince of Wales Theatre, London. |

### Posebne tv emisije
| Godina | Naslov                                                | Napomene                                                            |
| ------ | ----------------------------------------------------- | ------------------------------------------------------------------- |
| 1965.  | My Name Is Barbra                                     | emitirano 28. travnja 1965.                                         |
| 1966.  | Color Me Barbra                                       | emitirano 30. ožujka 1966.                                          |
| 1967.  | The Belle of 14th Street                              | emitirano 11. listopada 1967.                                       |
| 1968.  | A Happening in Central Park                           | emitirano 17. lipnja 1967.                                          |
| 1973.  | Barbra Streisand...And Other Musical Instruments      | 2. studenoga 1973.                                                  |
| 1975.  | Funny Girl to Funny Lady                              |                                                                     |
| 1976.  | Barbra: With One More Look at You                     |                                                                     |
| 1983.  | A Film Is Born: The Making of 'Yentl'                 |                                                                     |
| 1986.  | Putting it Together: The Making of The Broadway Album |                                                                     |
| 1987.  | One Voice                                             |                                                                     |
| 1994.  | Barbra Streisand: The Concert                         | također producentica i redateljica                                  |
| 2001.  | Barbra Streisand: Timeless                            | emitirano na FOX TV 14. veljače 2001. (editirana verzija od 1 sata) |
| 2009.  | Streisand: Live in Concert                            | emitirano na CBS-u 25. travnja 2009. (snimljeno na Floridi 2006.)   |
| 2009.  | Friday Night with Streisand and Ross                  | prva ikad izvedba u Velikoj Britaniji                               |

## Diskografija
Studijski albumi
- 1963. The Barbra Streisand Album
- 1963. The Second Barbra Streisand Album
- 1964. The Third Album
- 1964. Funny Girl
- 1964. People
- 1965. My Name Is Barbra
- 1965. My Name Is Barbra, Two...
- 1966. Color Me Barbra
- 1966. Je m'appelle Barbra
- 1967. Simply Streisand
- 1967. A Christmas Album
- 1969. What About Today?
- 1971. Stoney End
- 1971. Barbra Joan Streisand
- 1973. Barbra Streisand...And Other Musical Instruments
- 1974. The Way We Were
- 1974. ButterFly
- 1975. Lazy Afternoon
- 1976. Classical Barbra
- 1977. Streisand Superman
- 1978. Songbird
- 1979. Wet
- 1980. Guilty
- 1984. Emotion
- 1985. The Broadway Album
- 1988. Till I Loved You
- 1993. Back to Broadway
- 1997. Higher Ground
- 1999. A Love Like Ours
- 2001. Christmas Memories
- 2003. The Movie Album
- 2005. Guilty Pleasures
- 2009. Love Is the Answer
- 2011. What Matters Most

## Turneje i izvedbe uživo
| Godina        | Naslov                             | Kontinenti                  | Zarade             | Ukupno publike |
| ------------- | ---------------------------------- | --------------------------- | ------------------ | -------------- |
| 1966.         | An Evening with Barbra Streisand   | Sjeverna Amerika            | 480 000 USD        | 60 000         |
| 1994.         | Barbra Streisand: The Concert Tour | Sjeverna Amerika i Europa   | 50 milijuna USD    | 400 000        |
| 2000.         | Timeless: Live in Concert Tour     | Sjeverna Amerika i Oceanija | 70 milijuna USD    | 200 000        |
| 2006. – 2007. | Streisand: The Tour                | Sjeverna Amerika i Europa   | 119,5 milijuna USD | 425 000        |

## Filmografija
| Godina | Naslov                             | Uloga                                     | Napomene |
| ------ | ---------------------------------- | ----------------------------------------- | --- |
| 1968.  | Funny Girl                         | Fanny Brice                               | Oscar za najbolju glavnu glumicu nagrada podijeljena s Katharine Hepburn za ulogu u filmu The Lion in Winter David di Donatello za najbolju stranu glumicu nagrada podijeljena s Miom Farrow za ulogu u filmu Rosemary's Baby Zlatni globus za najbolju glumicu – komedija ili mjuzikl Nominirana—Nagrada BAFTA za najbolju glumicu u glavnoj ulozi također za Hello, Dolly! |
| 1969.  | Hello, Dolly!                      | Dolly Levi                                | Nominirana—Nagrada BAFTA za najbolju glumicu u glavnoj ulozi također za Funny Girl Nominirana—Zlatni globus za najbolju glumicu – komedija ili mjuzikl |
| 1970.  | On a Clear Day You Can See Forever | Daisy Gamble / Melinda Tentres            | |
| 1970.  | The Owl and the Pussycat           | Doris Wilgus/Wadsworth/Wellington/Waverly | Nominirana—Zlatni globus za najbolju glumicu – komedija ili mjuzikl |
| 1972.  | Zašto te tata pušta samu?          | Judy Maxwell                              | |
| 1972.  | Up the Sandbox                     | Margaret Reynolds                         | |
| 1973.  | The Way We Were                    | Katie Morosky                             | David di Donatello za najbolju stranu glumicu nagrada podijeljena s Tatum O'Neal za ulogu u filmu Mjesec od papira Nominirana—Oscar za najbolju glavnu glumicu Nominirana—Nagrada BAFTA za najbolju glumicu u glavnoj ulozi Nominirana—Zlatni globus za najbolju glumicu – drama |
| 1974.  | For Pete's Sake                    | Henrietta 'Henry' Robbins                 | |
| 1975.  | Funny Lady                         | Fanny Brice                               | Nominirana—Zlatni globus za najbolju glumicu – komedija ili mjuzikl |
| 1976.  | A Star Is Born                     | Esther Hoffman Howard                     | Oscar za najbolju originalnu pjesmu zajedno s Paulom Williamsom (tekst) za pjesmu "Evergreen (pjesma iz filma Zvijezda je rođena)" Zlatni globus za najbolju glumicu – komedija ili mjuzikl Zlatni globus za najbolju originalnu pjesmu zajedno s Paulom Williamsom (tekst) za pjesmu "Evergreen (pjesma iz filma Zvijezda je rođena)" Nominirana—BAFTA Award za najbolju filmsku glazbu zajedno s Paulom Williamsom, Kennyjem Ascherom, Rupertom Holmesom, Leonom Russellom, Kennyjem Logginsom, Alanom Bergmanom, Marilyn Bergman, i Donnom Weiss |
| 1979.  | The Main Event                     | Hillary Kramer                            | |
| 1981.  | All Night Long                     | Cheryl Gibbons                            | |
| 1983   | Yentl                              | Yentl/Anshel                              | (također redateljica i producentica) Zlatni globus za najboljeg redatelja Nastro d'Argento za najboljeg novog stranog redatelja Nominirana—Zlatni globus za najbolju glumicu – komedija ili mjuzikl |
| 1987.  | Nuts                               | Claudia Faith Draper                      | Nominirana—Zlatni globus za najbolju glumicu – drama |
| 1991.  | Gospodar plime                     | Dr. Susan Lowenstein                      | (također redateljica i producentica) Nominirana—Oscar za najbolji film zejedno s Andrewom S. Karschom Nominirana—Nagrada američkog udruženja redatelja Nominirana—Zlatni globus za najboljeg redatelja |
| 1996.  | The Mirror Has Two Faces           | Rose Morgan                               | (također redateljica i producentica) Nominirana—Oscar za najbolju originalnu pjesmu zajedno s Marvinom Hamlischom, Robertom Johnom Langeom i Brynom Adamsom za pjesmu "I Finally Found Someone" Nominirana—Zlatni globus za najbolju glumicu – komedija ili mjuzikl Nominirana—Zlatni globus za najbolju originalnu pjesmu zajedno s Marvinom Hamlischom, Robertom Johnom Langeom i Brynom Adamsom za pjesmu "I Finally Found Someone" |
| 2004.  | Upoznajte Fockerove                | Roz Focker                                | |
| 2010.  | Little Fockers                     | Roz Focker                                | |

## Dodatne informacije
- Andersen, Christopher (2006). Barbra: The Way She Is. Harper-Collins. ISBN 0-06-056256-0.
- Edwards, Anne (1997). Streisand: A Biography. Little, Brown. ISBN 978-0316211383.
- Riese, Randall (1993). Her Name Is Barbra: An Intimate Portrait of the Real Barbra Streisand. Birch Lane Press. ISBN 1-55972-203-7.
- Santopietro, Tom (2006). The Importance of Being Barbra: The Brilliant, Tumultuous Career of Barbra Streisand. Thomas Dunne. ISBN 978-0312348793.
- Spada, James (1995). Streisand: Her Life. Crown Publishers, Inc. ISBN 0517597535.
- Pohly, Linda (2000). The Barbra Steisand Companion: A Guide to Her Vocal Style and Repertoire. Greenwood Press. ISBN 0313304149.

## Vanjske poveznice
- BarbraStreisand.com - službena stranica
- BJSMusic.com
- Neslužbena stranica  - barbra-archives.com/
- Barbra Streisand u internetskoj bazi filmova IMDb-u (engl.)